# 罗比·格拉巴茨
罗比·格拉巴茨（英語：Robbie Grabarz，1987年10月3日—），英国男子田径运动员。他曾代表英国参加2012年和2016年夏季奥林匹克运动会田径比赛，其中2012年奥运会获得一枚银牌。